# Diacidia steyermarkii
Diacidia steyermarkii là một loài thực vật có hoa trong họ Malpighiaceae. Loài này được (Maguire) W.R.Anderson mô tả khoa học đầu tiên năm 1981.